# Billie Tsien
Billie Tsien (* 1949, Ithaca, New York) ist eine US-amerikanische Architektin. Mit ihrem Ehemann und Partner Tod Williams führt sie die Architektenfirma Tod Williams Billie Tsien Architects. Sie wurde 2019 mit dem japanischen Praemium Imperiale ausgezeichnet.

## Leben
Billie Tsien wurde 1949 in Ithaca, New York, geboren. Sie erhielt ihren Undergraduate Degree in Fine Arts an der Yale University und erwarb einen M. Arch. an der UCLA. Sie arbeitete seit 1977 mit Williams zusammen und die beiden sind seit 1986 auch Geschäftspartner. Tsien ist Präsidentin der Architectural League of New York und Direktor des Public Art Fund. Sie wurde in die American Academy of Arts and Letters und die American Academy of Arts and Sciences aufgenommen. Tsien war eine der geehrten des Visionary Woman Awards des Moore College of Art and Design 2009.

## Tod Williams Billie Tsien Architects
Die Firma Tod Williams Billie Tsien Architects (auch: Tod Williams Billie Tsien Architects | Partners) ist ein 1986 gegründetes Architekturbüro mit Sitz in New York. Das Duo konzentriert sich auf Arbeiten für Institutionen wie Museen, Schulen und gemeinnützige Organisationen.

## Lehre
Williams und Tsien haben Lehraufträge an Cooper Union, Harvard University, Cornell University, University of Texas at Austin, City College of New York und Yale University.

## Auszeichnungen
Williams und Tsien wurden mit mehr als zwei Dutzend Preisen des American Institute of Architects ausgezeichnet. Sie erhielten 2014 einen International Fellowship vom Royal Institute of British Architects und 2013 den Firm of the Year Award vom American Institute of Architects. 2013 erhielt jeder der beiden die National Medal of Arts von Präsident Barack Obama. Sie haben auch den Brunner Award der American Academy of Arts and Letters, die AIA Medal of Honor der New York City, den Cooper-Hewitt National Design Award, die Thomas Jefferson Medal in Architecture, den Brendan Gill Prize der Municipal Art Society und den Chrysler Award for Innovation in Design erhalten.

## Ausgewählte Werke
- David Geffen Hall, New York, NY, (2024)[8]
- Obama Presidential Center, Chicago, IL (2021)[9]
- Andlinger Center for Energy and the Environment, Princeton University, Princeton, NJ (2015)
- Tata Consultancy Services, Banyan Park, Mumbai, India (2014)
- LeFrak Center at Lakeside, Prospect Park, NY (2013)
- Savidge Library Addition, The MacDowell Colony, Peterborough, NH (2013)
- Asia Society Hong Kong Center, Admiralty, Hongkong (2012)
- Barnes Foundation, Philadelphia, PA (2012)[10]
- Reva and David Logan Center for the Arts, University of Chicago (2012)
- Kim & Tritton Residence Halls, Haverford College, Haverford, PA (2012)
- Center for the Advancement of Public Action, Bennington College, Bennington, VT (2011)
- David Rubinstein Atrium at Lincoln Center, New York City, NY (2009)
- C.V. Starr East Asian Library, University of California, Berkeley, CA (2008)
- Skirkanich Hall for bioengineering, University of Pennsylvania, Philadelphia (2006)[11][12]
- Phoenix Art Museum, Phoenix, AZ (2006, 1996)
- The Robin Hood Foundation Library Initiative, various locations, New York, NY (2004-5)
- First Congregational United Church of Christ, Washington, DC (2001)
- American Folk Art Museum, 45 and 47 West 53rd Street, New York, NY (2001)
- Mattin Center (a student arts and activities center), Johns Hopkins University, Baltimore, MD (2001)
- Cranbrook Natatorium, Cranbrook Schools, Bloomfield Hills, Michigan (1999)
- Helen S. Cheels Aquatic Center, Emma Willard School, Troy, NY (1998)
- Hunter Science Center, Emma Willard School, Troy, NY (1996)
- The Neurosciences Institute on the campus of The Scripps Research Institute, San Diego, CA (1995)
- Hereford College, University of Virginia, Charlottesville, VA (1992)
- Whitney Museum of American Art Downtown Branch, New York, NY (1988)
- Feinberg Hall, Princeton University, Princeton, NJ (1986)